# Шагалеев, Рамазан Нургалиевич
Шагалеев Рамазан Нургалиевич (1 февраля 1935 года — 20 февраля 2010 года) — башкирский поэт, музыкант. Заслуженный работник культуры РСФСР (1989). Член Союза писателей СССР (1986).

## Биография
Шагалеев Рамазан Нургалиевич родился 1 февраля 1935 года в с. Муслюмово Челябинской области в многодетной семье сельского хлебопека. Рамазан был третьим из шести детей. Его дед, Халиль обучил мальчика играть на скрипке.
Окончив среднюю школу, Рамазан учился в Троицком татаро-башкирском педучилище, но из-за нехватки средств оставил занятия и пошел учиться в ФЗУ ЧМЗ в Челябинске. Работал крановщиком. На первую же получку купил баян, с которым никогда не расставался.
В 1959 году окончил Челябинскую вечернюю музыкальную школу и в этом же году организовал башкирский театр в ДК ОА «Мечел» (ныне — ансамбль песни и танца «Айгуль»). Ансамблю песни и танца «Айгуль» в 1975 году было присвоено почётное звание «Народный».
Печататься начал в 1958 в газетах и журналах, поэтических сборниках и альманахах Уфы и Челябинска. В 1962—1982 годах руководил литературным объединением в Челябинске. Его первый сборник стихов «Откровенно говоря» в переводе на русский язык вышел в 1973 году.

## Награды и звания
- Заслуженный работник культуры РСФСР (1989), Татарстана (1990).
- Лауреат премии им. Акмуллы (2002).
- Почётный гражданин Кунашакского района

## Творческая деятельность
Книги стихов для детей: «Веселая горка» (Челябинск, 1991),
«Колыбельная животных» («Йэнлектэрзен бишек йырзары», Эфэ, 1993)
Откровенно говоря: Стихи. Челябинск, ЮУКИ, 1973 - 96 с., 5 000 экз.;
Твоя черемуха: Стихи. Челябинск, ЮУКИ, 1979. - 72 с., 5 000 экз.;
Безымянные звезды: Стихи. Уфа, 1981;
Колыбельная песня животных: Стихи. Уфа, 1983;
Страна озер: Стихи. Уфа, 1994;
Короче говоря: Стихи. Уфа, 1998. 